# 托伯莫里 (蘇格蘭)

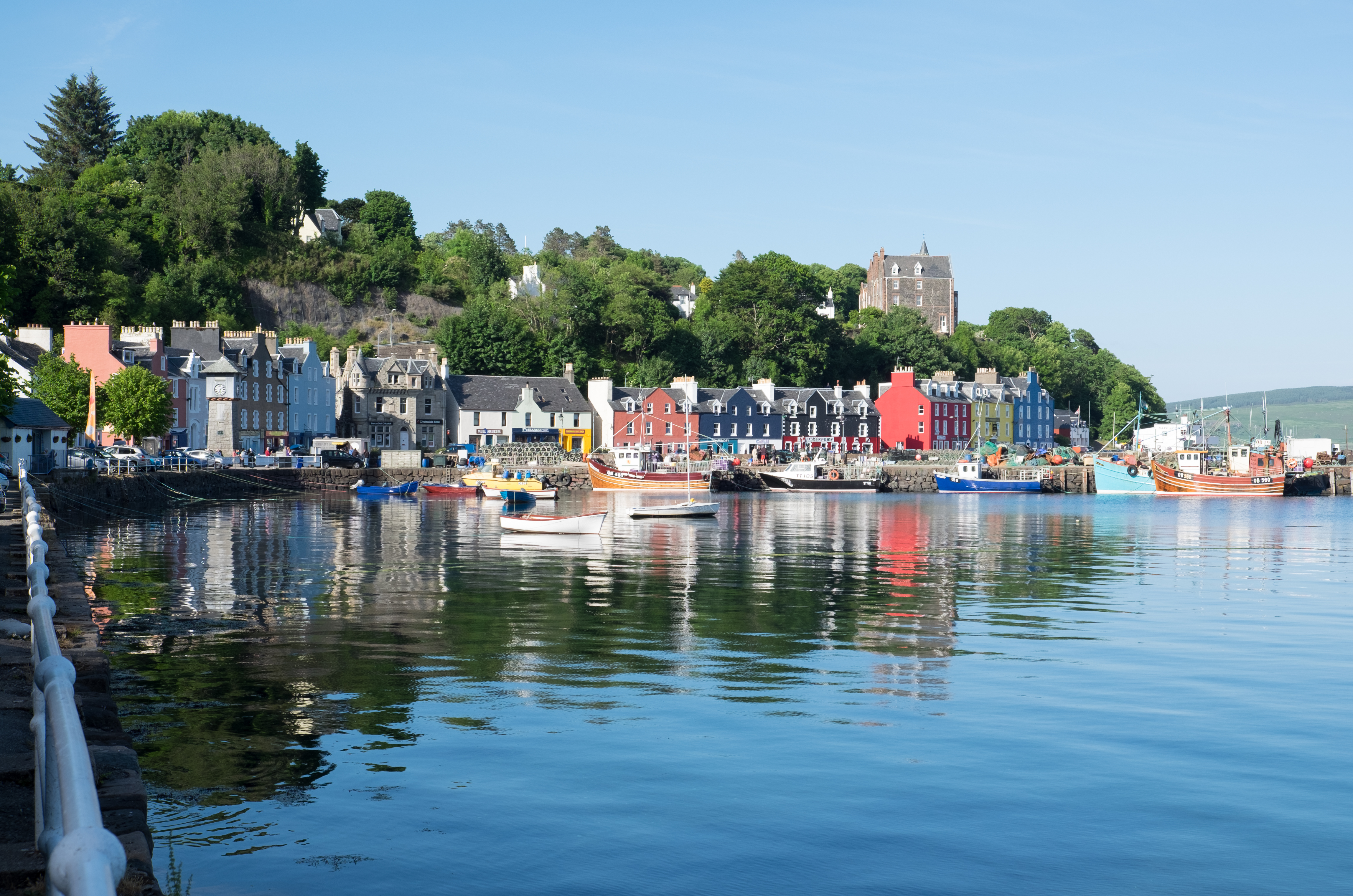
托伯莫里

托伯莫里 （英語：Tobermory、(/ˌtoʊbərˈmɔːri/)是蘇格蘭內赫布里底群島馬爾島的首府，截至2022年，其人口為1,045。托伯莫里主街上的許多建築物都漆上了鮮豔的顏色，使其成為電視節目的熱門拍攝地，例如兒童節目《巴拉莫里》。